# أنور فيرغسون
أنور فيرغسون (بالإنجليزية: Anwar Ferguson)‏ مواليد 10 أكتوبر 1981 في باهاماس، هو لاعب كرة سلة بهامي. بدأ مسيرته الاحترافية في سنة 2005. يلعب مع سايتاما برونكوس في دوري بي جاي كلاعب وسط. يحمل الرقم 33. يبلغ طوله 7 قدم 0 بوصة (2.1 م). لعب مع نادي روستاوي لكرة السلة وسايتاما برونكوس.

## روابط خارجية
- أنور فيرغسون على موقع الاتحاد الدولي لكرة السلة (الإنجليزية)
- أنور فيرغسون على موقع كرة السلة الأوروبية.كوم (الإنجليزية)
- أنور فيرغسون على موقع كلية كرة السلة في سبورتس رفرنس.كوم (الإنجليزية)
- أنور فيرغسون على موقع ريلجم (الإنجليزية)
- أنور فيرغسون على موقع بروبوليرز (الإنجليزية)
- أنور فيرغسون على موقع سبورتس رفرنس (الإنجليزية)